# بشير بن سعد بن ثعلبة
بشير بن سعد بن ثعلبة (المتوفي سنة 12 هـ) صحابي من بني كعب بن الخزرج بن الحارث بن الخزرج، شهد بيعة العقبة الثانية والمشاهد كلها. شارك بشير بعد وفاة النبي محمد في فتح العراق، وقُتل في معركة عين التمر.

## سيرته
أسلم بشير بن سعد، وشهد بيعة العقبة الثانية، وكان ممن يكتبون بالعربية في الجاهلية. ولما هاجر النبي محمد إلى يثرب، شهد معه المشاهد كلها. كما عقد له النبي محمد لواء سريتين الأولى في شعبان سنة 7 هـ إلى بني مُرّة في فُدك، أصيب فيها بشير في كعبه إصابة شديدة، فقيل مات، فمكث أيامًا عند يهودي في فدك، حتى تعافى وعاد إلى المدينة المنورة؛ والثانية في شوال سنة 7 هـ إلى بني غطفان، أصاب فيها وغنم ثم عاد بسريته. وفي عمرة القضاء في ذي القعدة سنة 7 هـ، استعمله النبي محمد أمينًا على السلاح.
بعد وفاة النبي محمد، قيل أنه أول من بايع أبا بكر الصديق يوم السقيفة من الأنصار. كما شارك بشير بن سعد في فتح العراق، وقُتل في معركة عين التمر وهو في جيش خالد بن الوليد. كان لبشير من الولد النعمان وأبِيَّة أمهما عمرة بنت رواحة أخت عبد الله بن رواحة. ولبشير بن سعد رواية لحديث نبوي واحد، رواه عن النبي محمد، ورواه عنه ابنه النعمان، وأورده النسائي في سننه.